# Tivoli Stadion Tirol

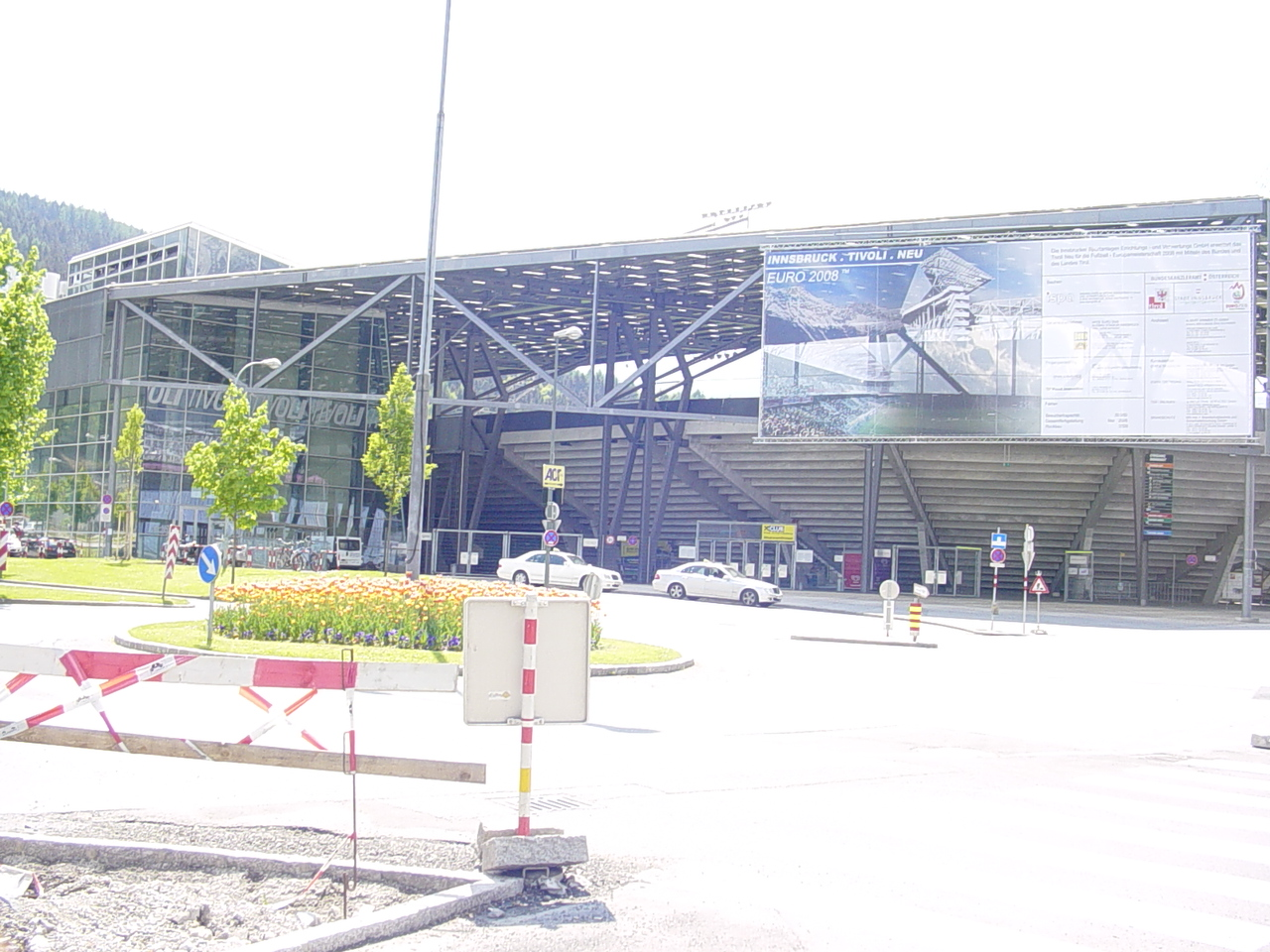
Arenan under ombyggnaden 2006.

Tivoli Stadion Tirol, fram till 2011 kallad Tivoli-Neu, är en multifunktionsarena i Innsbruck i Österrike. Arenan, som invigdes 2000, kan användas till konserter och andra stora evenemang men används främst till fotboll. Fotbollsklubben Wacker Innsbruck spelar sedan 2002 sina hemmamatcher på arenan. Dessförinnan var det den klubbens föregångare Tirol Innsbruck som använde arenan.
Vid Fotbolls-EM 2008 spelades tre matcher på arenan:
- Spanien –  Ryssland 4–1
- Sverige –  Spanien 1–2
- Ryssland –  Sverige 2–0